# Krosinko (województwo zachodniopomorskie)
Krosinko (przed 1945 r. niem. Klein Krössin) – wieś w Polsce położona w województwie zachodniopomorskim, w powiecie białogardzkim, w gminie Tychowo. W latach 1975–1998 wieś należała do województwa koszalińskiego. Według danych UM na dzień 31 grudnia 2014 roku wieś miała 94 stałych mieszkańców. Wieś wchodzi w skład sołectwa Kikowo.

## Geografia
Wieś leży ok. 3 km na północ od Kikowa, przy drodze wojewódzkiej nr 167.

## Historia
Dawny majątek założony z dwóch części był starym lennem rodów von Kleist i von Versen. Pod koniec XVIII wieku posiadłość w całości była własnością rodziny von Kleist. 

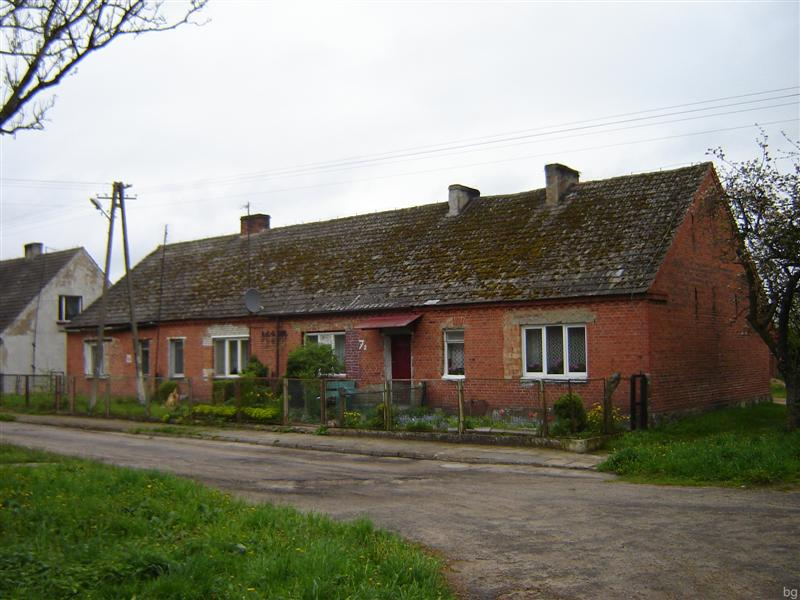
Dom, który wybudowała Ruth von Kleist-Retzow

 Od połowy XIX wieku Krosinko należało do rodziny von Kleist - Retzow, którzy byli również właścicielami pobliskiego Kikowa. Od roku 1922 do 1945 Ruth von Kleist-Retzow organizuje tajne spotkania z m.in. Ewaldem von Kleist-Schmenzin i Dietrichem Bonhoeffer, podczas których planowano ruch oporu przeciw nacjonalizmowi. Po II wojnie światowej dawne zabudowania zmodernizowano i przebudowano i nie przedstawiają one obecnie wartości zabytkowej.
Do dziś stoi dom, który zbudowała Ruth von Kleist. Na froncie budynku widać umieszczone metalowe inicjały R.v K.-R.

## Gospodarka
We wsi za czasów PGR prowadzona była hodowla bydła mlecznego.

## Komunikacja
W miejscowości znajduje się przystanek komunikacji autobusowej.